# 布雷旺
布雷旺（法語：Brévands，法語發音：[bʁevɑ̃]）是法国芒什省的一个旧市镇，属于圣洛区。2017年，布雷旺与邻近的2个市镇并入市镇卡朗唐莱马赖。

## 地理
布雷旺（49°19'54"N, 1°11'0"W）面积13.87 平方千米，位于法国诺曼底大区芒什省，该省份为法国西北部沿海省份，西、北、东北三面环大西洋，东起顺时针与卡爾瓦多斯省、奧恩省、马耶讷省和伊勒-维莱讷省接壤。
与布雷旺接壤的市镇（或旧市镇、城区）包括：布吕什维尔、昂戈维尔欧普兰、卡村、圣科姆迪蒙、圣伊莱尔珀蒂维尔、莱韦、维耶维尔。

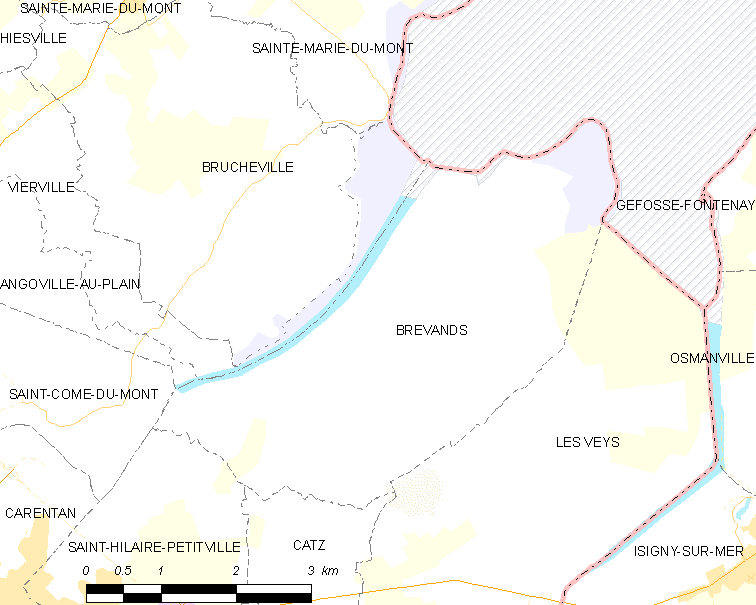
布雷旺的OSM定位图

布雷旺的时区为UTC+01:00、UTC+02:00（夏令时）。

## 行政
布雷旺的邮政编码为50500，INSEE市镇编码为50080。

## 政治
布雷旺所属的省级选区为卡朗唐莱马赖县。

## 人口

1962-2008年间布雷旺人口变化图示

布雷旺于2018年1月1日时的人口数量为301人。